# Fokino (Primorski kraj, Rusija)
Fokino (ruski: Фокино) je gradić koji se nalazi u Primorskom kraju u Rusiji, na obalama zaljeva Petra Velikog, između Vladivostoka i Nahodke. Nalazi se na 42° 58' sjever i 132° 24' istok.
On je zatvoreni grad, jer Ruska tihooceanska flota ima u njemu svoju matičnu luku. Inozemci moraju imati posebnu dopustnicu za posjetiti ovaj grad. Ali, otoci Putjatin i Askold, koji su dio upravne jedinice u kojoj je ovaj grad, su otvoreni za turističke posjete. 
Grad je prije nosio ime Škotovo-17 (ruski: Шкотово-17), poslije Tihookeanskij (ruski: Тихоокеанский), u svakodnevnom govoru Tihas(ruski: Тихас).
Broj stanovnika: 26.500 (2003.)
Vremenska zona:Moskovsko vrijeme+7